# Сермиде и Фелоника
Сѐрмиде и Фело̀ника (на италиански: Sermide e Felonica, на местен диалект: Sermad e Flonga, Сермад е Фълонга) е община в Северна Италия, провинция Мантуа, регион Емилия-Романя. Административен център на общината е градче Сермиде (Sermide), което е разположено на 13 m надморска височина. Населението на общината е 7309 души (към 2018 г.).
Общината е създадена в 1 януари 2017 г. Тя се състои от предшествуващите общини Сермиде и Фелоника.